# 389. strelska divizija (ZSSR)
389. strelska divizija (izvirno rusko 389. стрелковая дивизия; kratica 389. SD) je bila strelska divizija Rdeče armade v času druge svetovne vojne.

## Zgodovina
Divizija je bila ustanovljena avgusta 1941 v Taškentu.